# Barkor
Barkor (Tibetsky: བར་སྐོར) je oblast ulic a náměstí kolem buddhistického chrámu Džókhang ve Lhase o délce přibližně 1 km. Každý buddhista by měl Barkor někdy navštívit. Význam má ale i pro žebráky, mezi nimi jsou často i handicapovaní lidé, kteří věří, že se nad nimi Tibeťané slitují, a je dobrý i pro trhovce, jelikož Barkorem proudí denně tisíce turistů. Trhovci tam zpravidla prodávají náboženské objekty, koberce, nebo keramiku.

Barkhor
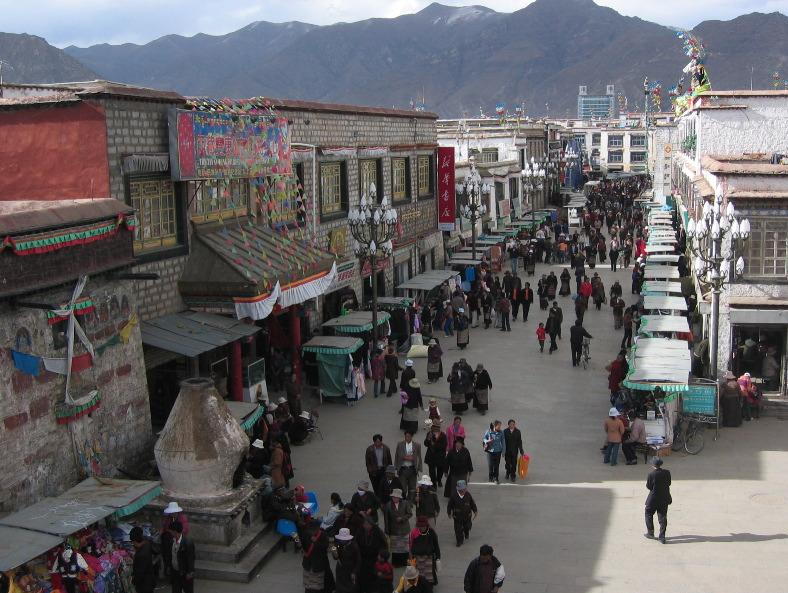
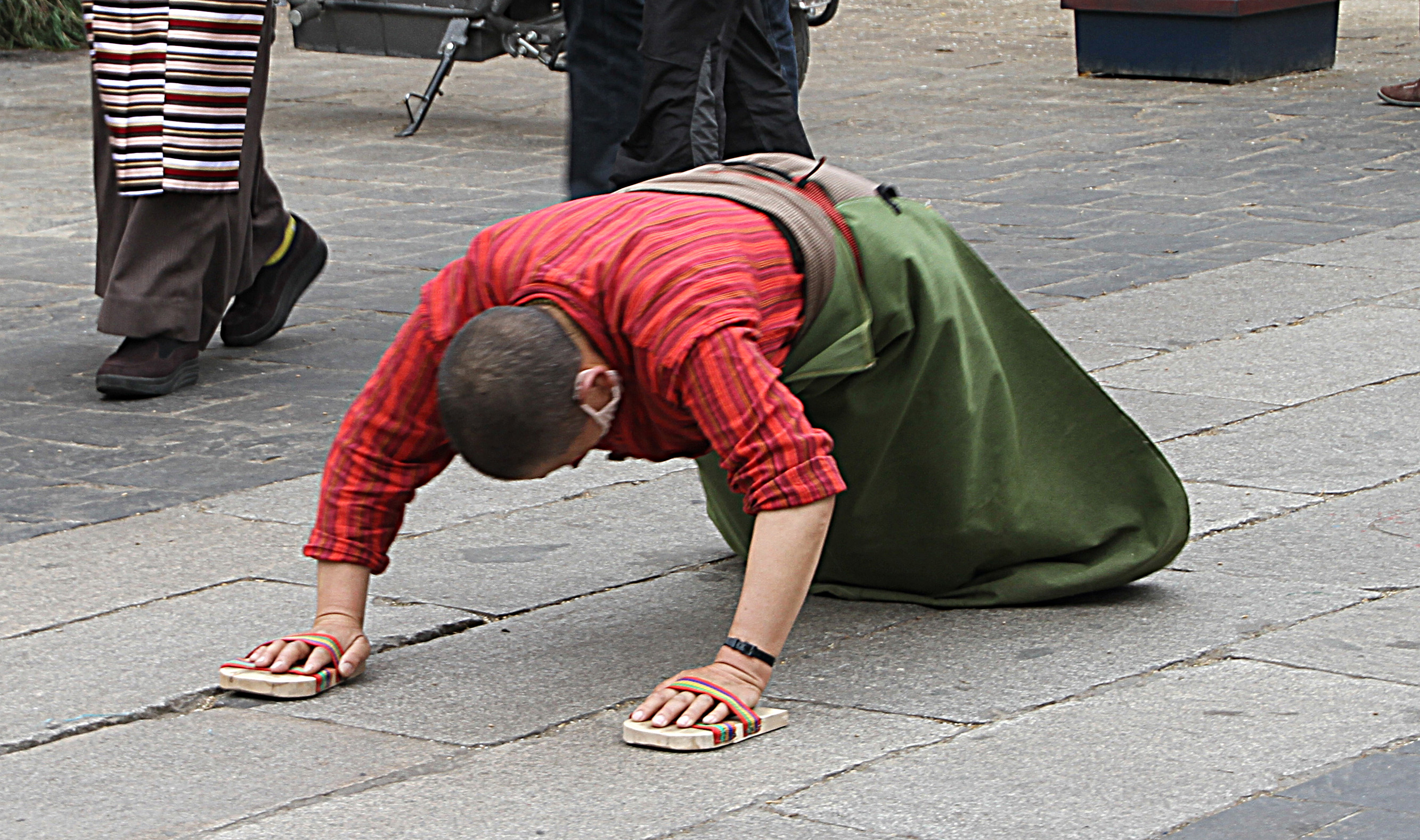
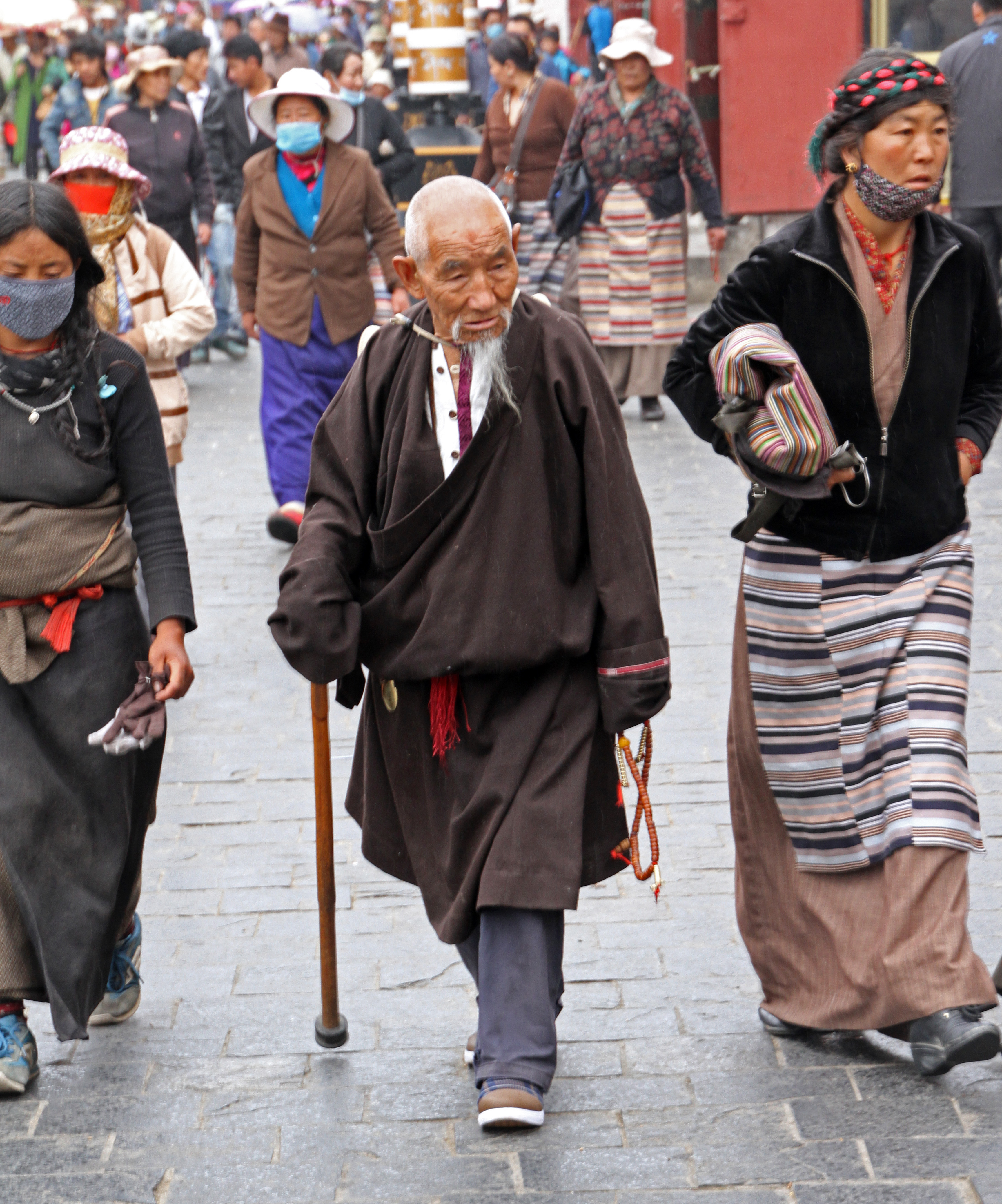
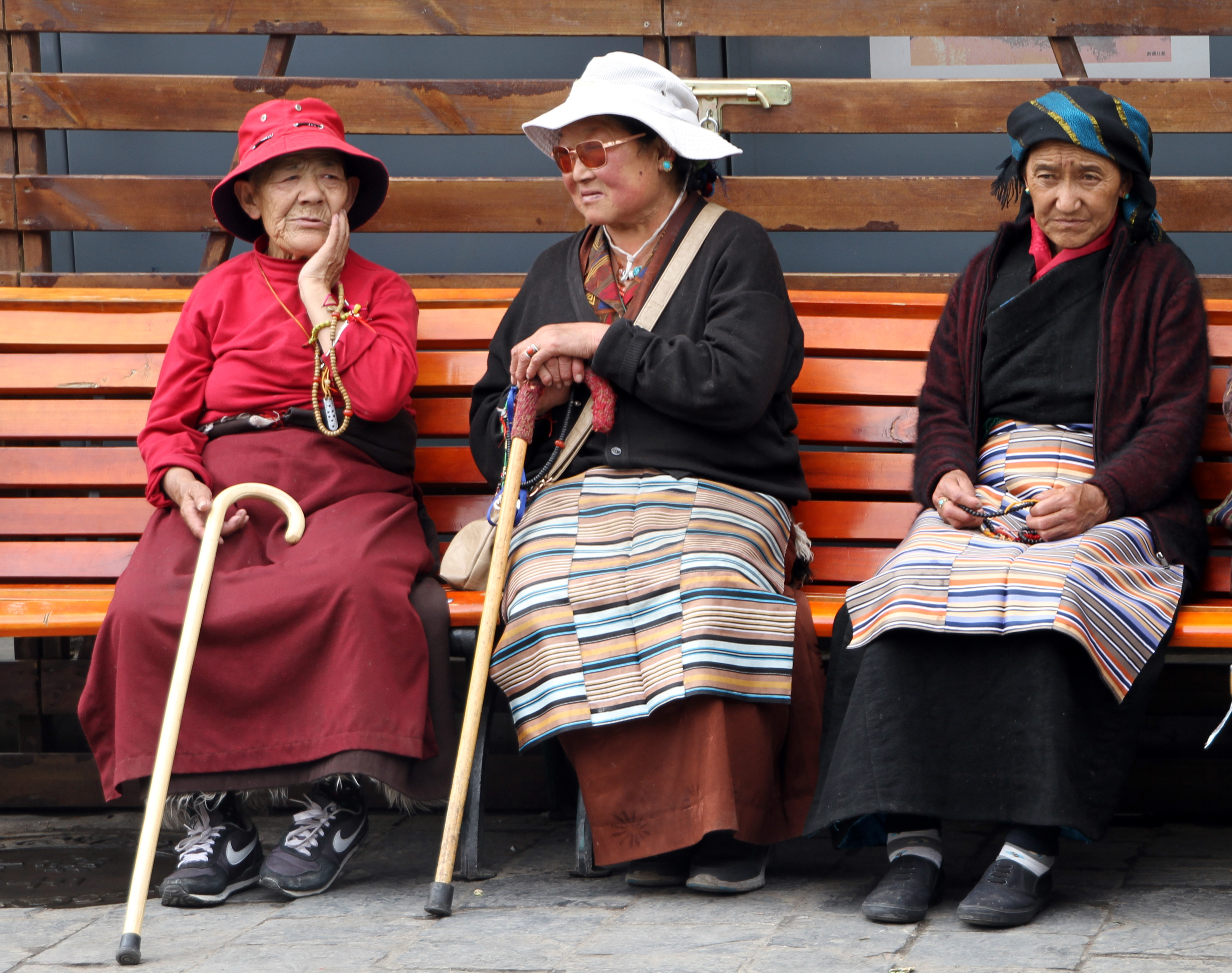
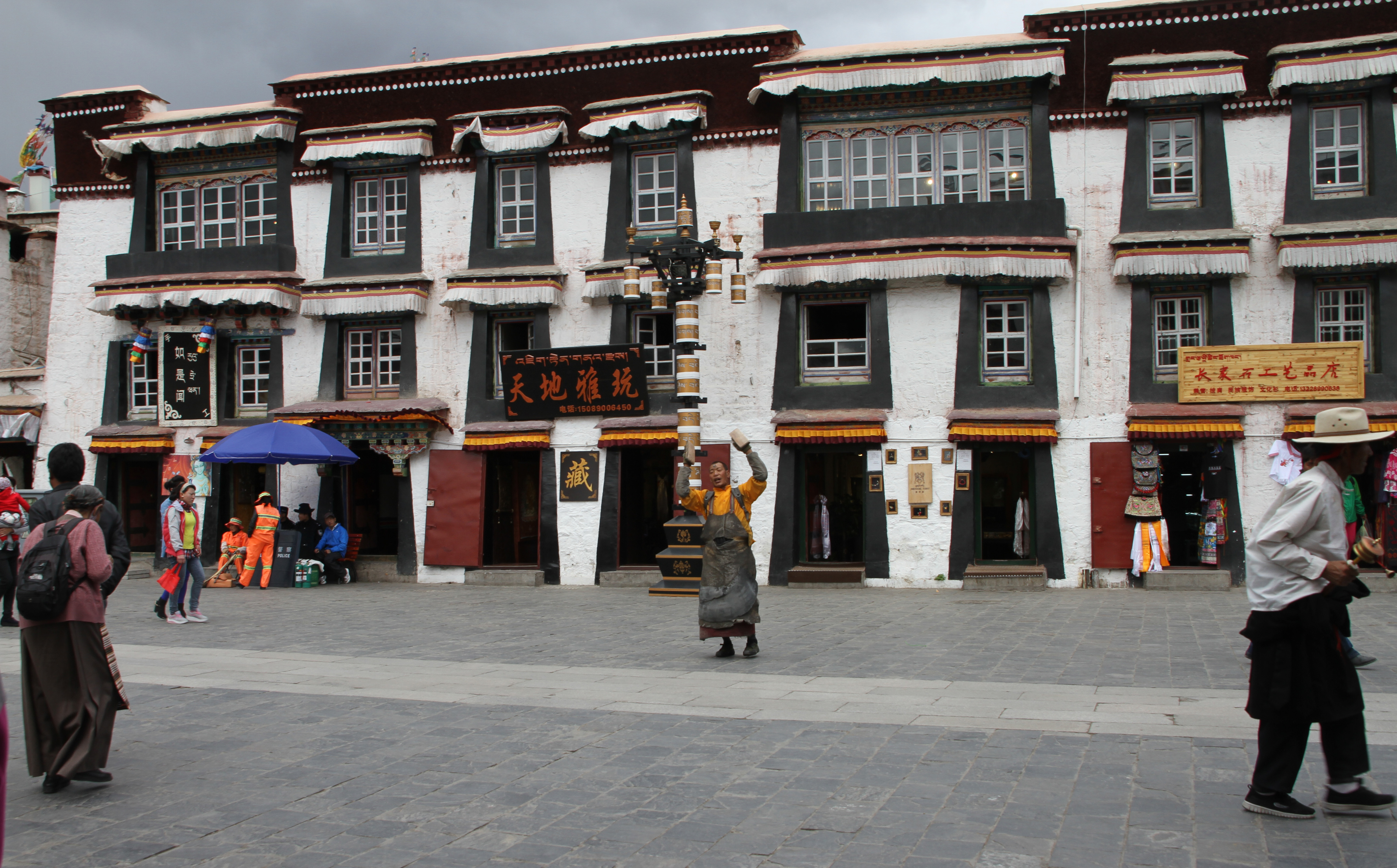
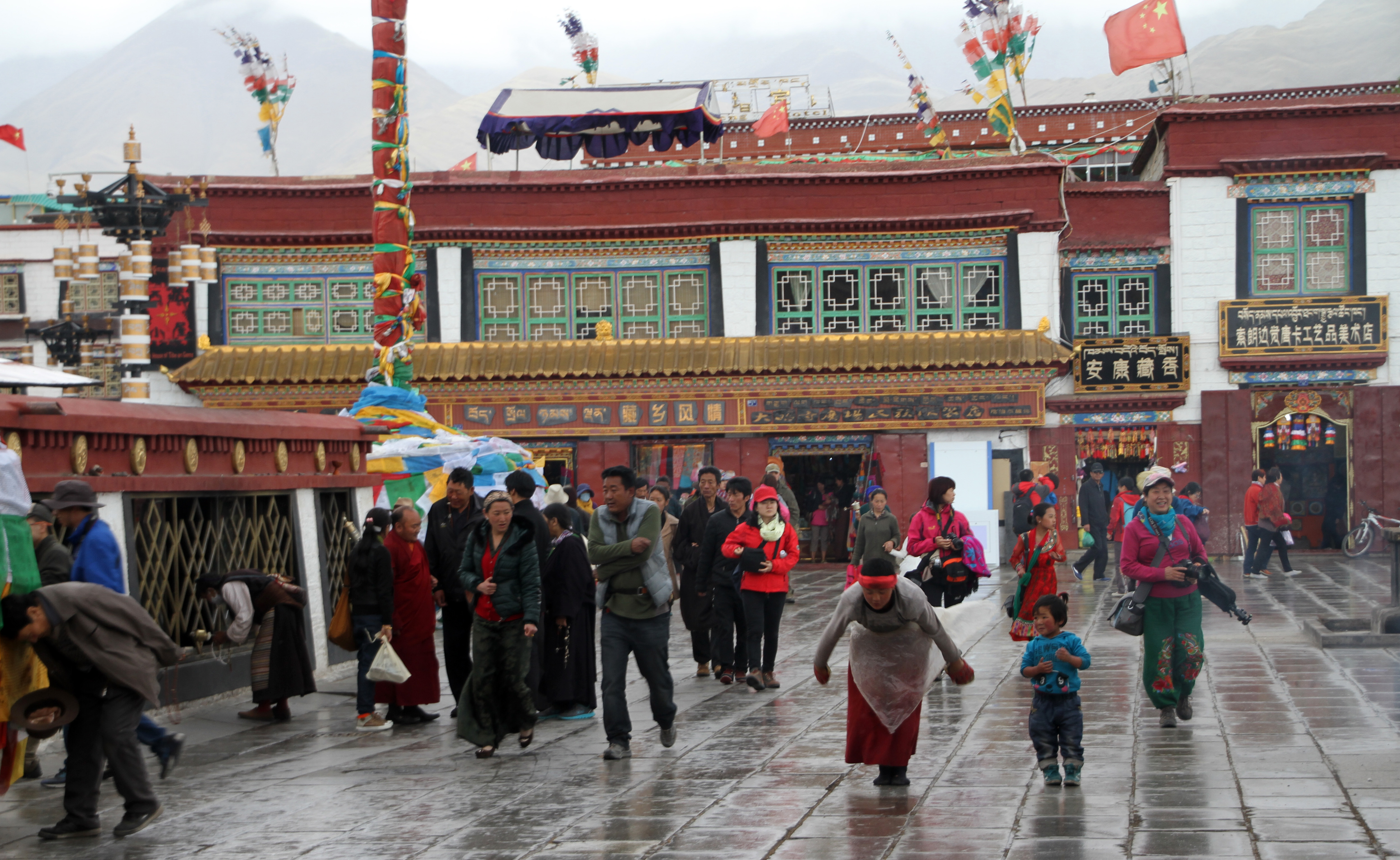